# Tabanus fairchildi
Tabanus fairchildi är en tvåvingeart som beskrevs av Stone 1938. Tabanus fairchildi ingår i släktet Tabanus och familjen bromsar. Inga underarter finns listade i Catalogue of Life.